# Mitsunori Fujiguchi
Mitsunori Fujiguchi (藤口 光紀, Fujiguchi Mitsunori, Maebashi, 17 augustus 1949) is een Japans voormalig voetballer die als middenvelder speelde.

## Clubcarrière
In 1969 ging Fujiguchi naar de Keio University, waar hij in het schoolteam voetbalde. Nadat hij in 1974 afstudeerde, ging Fujiguchi spelen voor Mitsubishi Motors. Met deze club werd hij in 1978 en 1982 kampioen van Japan. Fujiguchi veroverde er in 1978 en 1981 de JSL Cup in 1978 en 1980 de Beker van de keizer. In 9 jaar speelde hij er 127 competitiewedstrijden en scoorde 27 goals. Fujiguchi beëindigde zijn spelersloopbaan in 1982.

## Japans voetbalelftal
Fujiguchi debuteerde in 1972 in het Japans nationaal elftal en speelde 26 interlands, waarin hij twee keer scoorde.

## Statistieken
| Japans voetbalelftal | Japans voetbalelftal | Japans voetbalelftal |
| Jaar                 | Wed.                 | Dlp.                 |
| -------------------- | -------------------- | -------------------- |
| 1972                 | 5                    | 0                    |
| 1973                 | 2                    | 0                    |
| 1974                 | 1                    | 0                    |
| 1975                 | 4                    | 0                    |
| 1976                 | 2                    | 0                    |
| 1977                 | 0                    | 0                    |
| 1978                 | 12                   | 2                    |
| Totaal               | 26                   | 2                    |